# 檜尾神社
檜尾神社（ひのおじんじゃ）は、滋賀県甲賀市甲南町池田にある神社である。

## 由緒
社殿によると天津彦彦火瓊々杵尊（あまつひこひこほのににぎのみこと）が付近にあった滝池へ降り立った。瓊々杵尊が青龍となり雲中に現れ、炎気の尾を垂れたため、「火尾」として祀ったところ火災がたびたび起き、「檜尾」と改めたところ、火災が止むようになったという。火災除、方除の神として信仰されている。

## 歴史
武将による信仰が厚く、本殿は1369年（応安2年）に藤原頼康が再造立、1525年（大永5年）に池田新治郎により屋根を換えられ、1580年（天正8年）に池田信輝らにより改築、1707年（宝永4年）に再建されている。備前岡山藩・因幡鳥取藩の両池田家を当地の出身とする由緒があることから、両家の氏神であることを示す資料が残っており、祈祷札の献上や家臣に対する配札について認められている。
明治維新前は檜尾大明神と呼ばれ、上池田村・下池田村と滝村の氏神であった。

## 祭神
- 主祭神：天津彦彦火瓊々杵尊

- 配祀神：伊邪那美尊、素盞鳴尊、蛭子命、猿田彦命、應神天皇、菅原道真公

## 祭事
- 例祭 - 春分の日
  - 池田のお田植え祭 - 甲賀市指定無形民俗文化財
- 祇園花奪神事 - 7月7日

## 境内社
- 金刀比羅神社
- 八坂社
- 天照皇大神宮

## 文化財

### 県指定文化財
- 本殿 - 三間社流造、檜皮葺。1707年（宝永4年）建造。2017年（平成29年）に解体修理完了。

### 市指定無形民俗文化財
- 池田のお田植え祭

## 境内

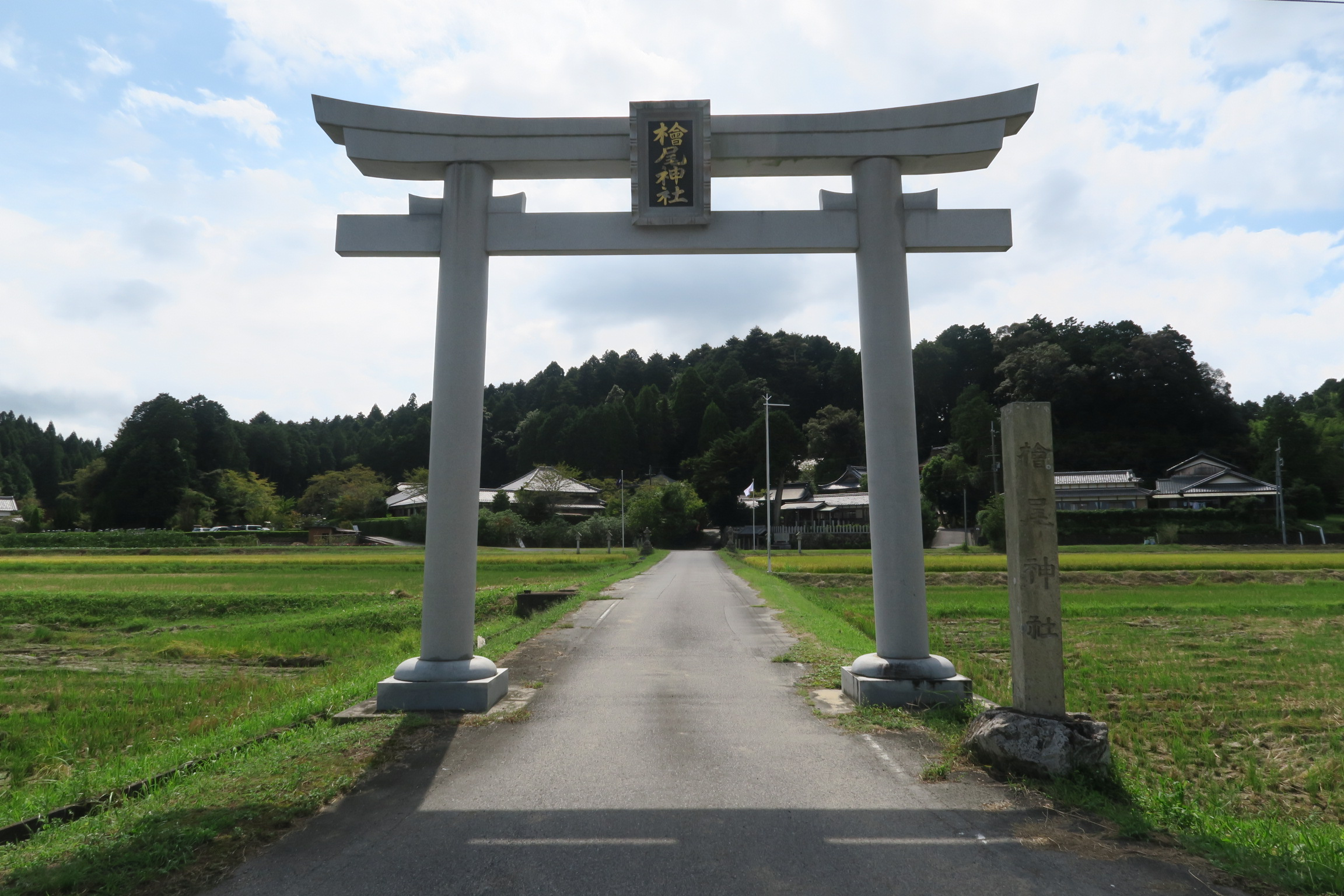
鳥居
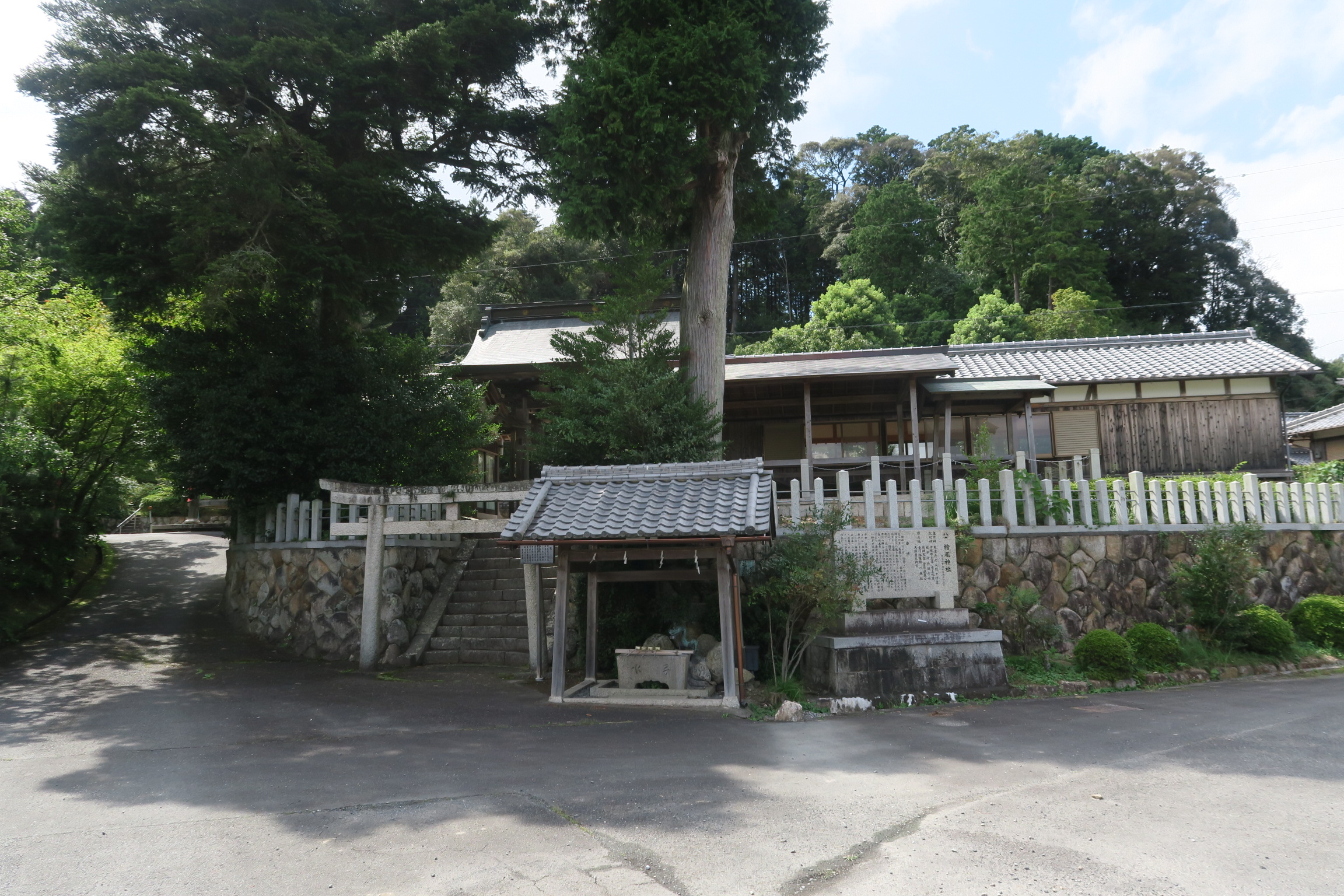
入口付近
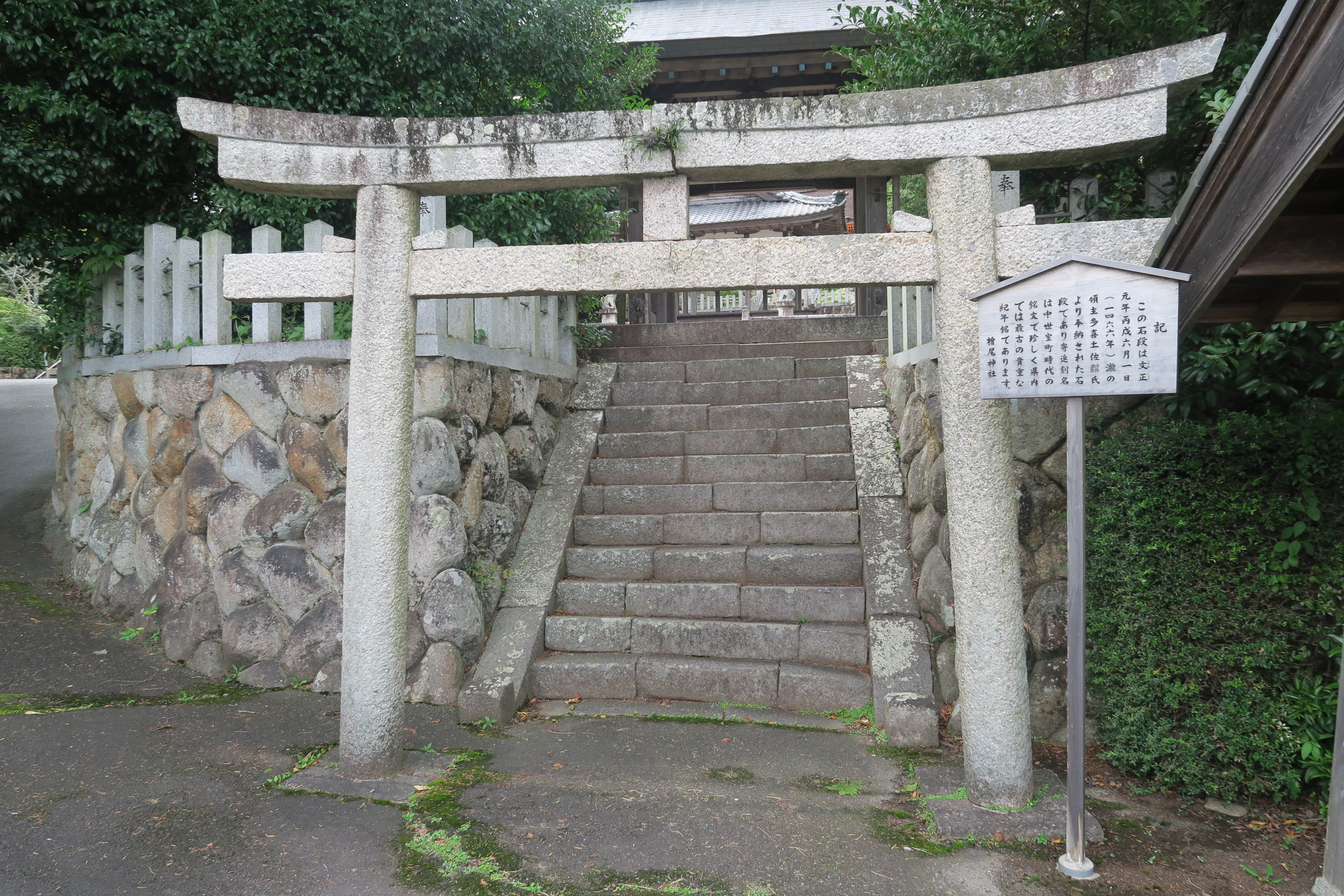
鳥居と石段
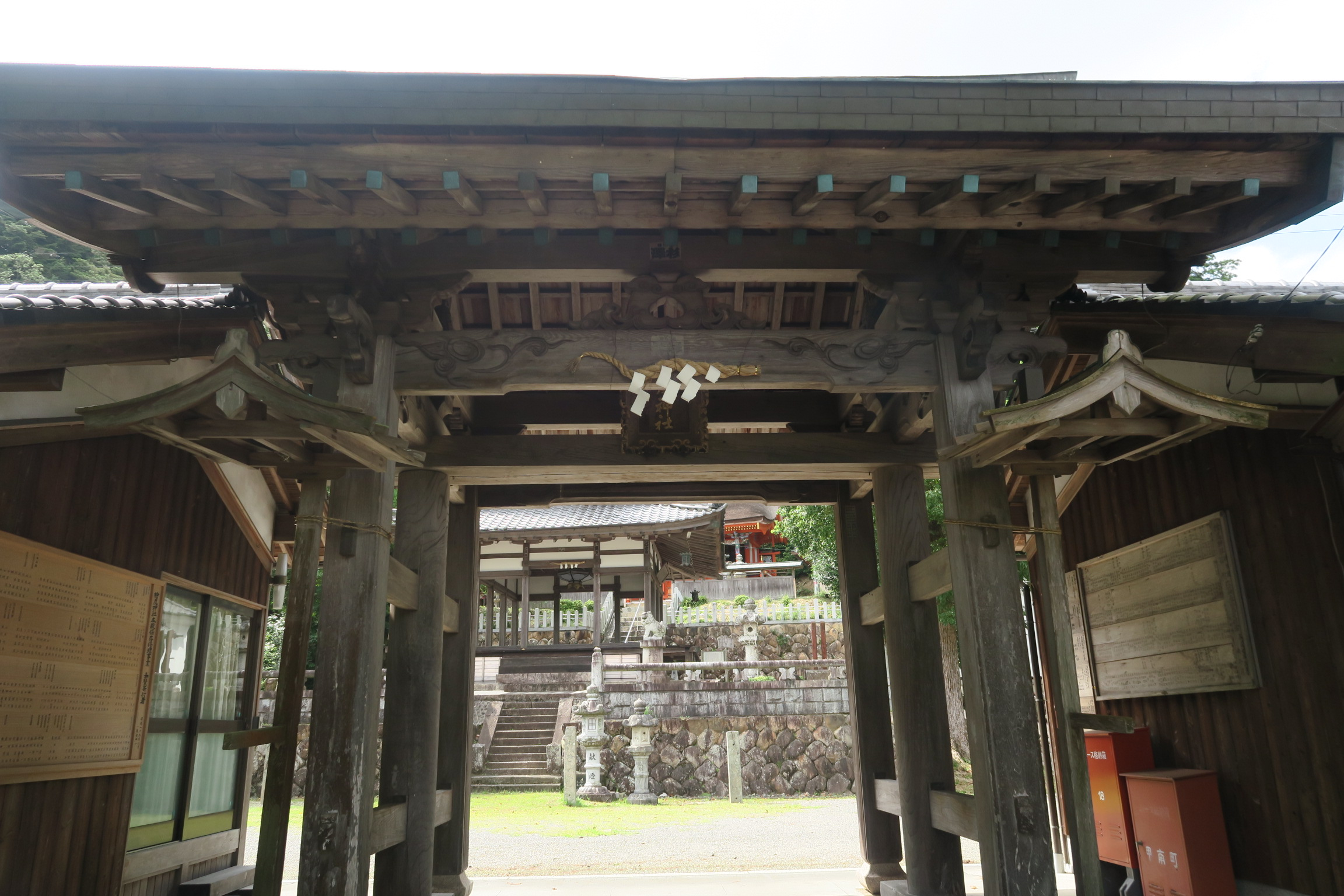
楼門
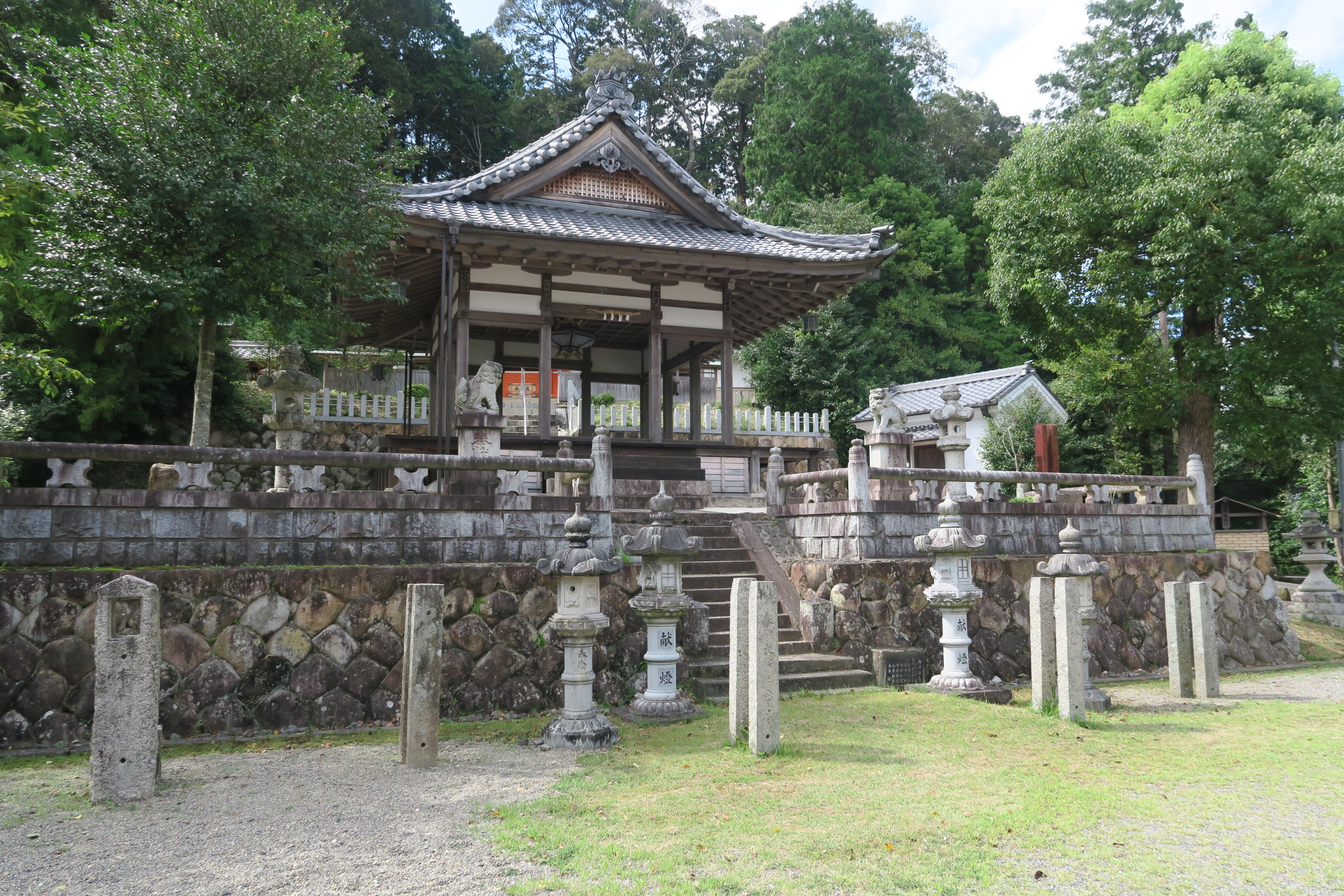
拝殿
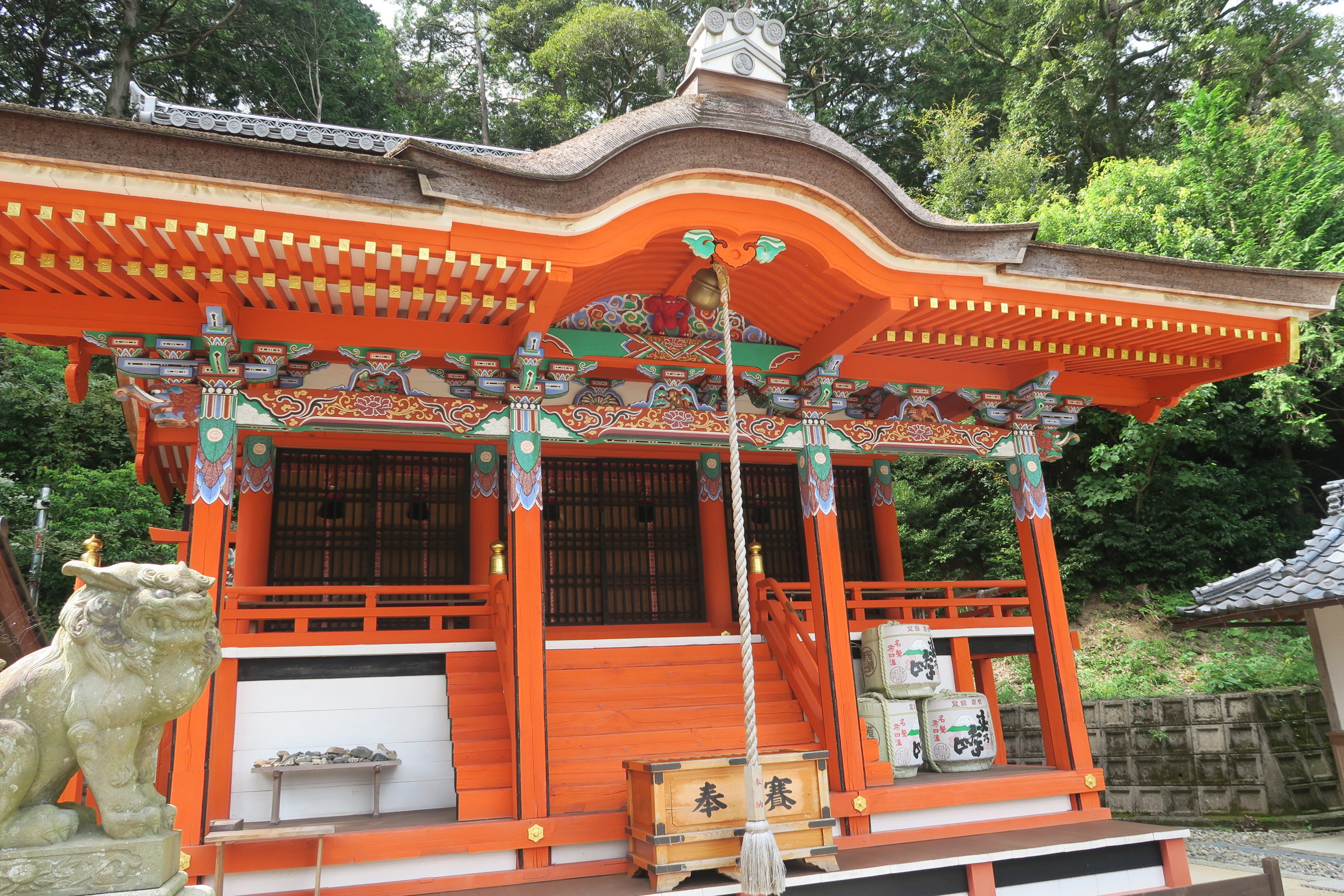
本殿

## その他
入口の石段は、1466年（文正元年）滝の領主、多喜土佐が奉納したもの。
明治維新前は檜尾寺は檜尾神社の別当寺であった。